# Bracebridgia
Bracebridgia is een geslacht van mosdiertjes uit de  familie van de Adeonidae en de orde Cheilostomatida

## Soorten
- Bracebridgia emendata (Waters, 1881)
- Bracebridgia fissifera Canu & Bassler, 1929
- Bracebridgia pyriformis (Busk, 1884)

Niet geaccepteerde soorten:
- Bracebridgia perforata (O'Donoghue & O'Donoghue, 1925) (taxon inquirendum)
- Bracebridgia subsulcata (Smitt, 1873) → Adeonellopsis subsulcata (Smitt, 1873)